# 石澳障礙高爾夫球場

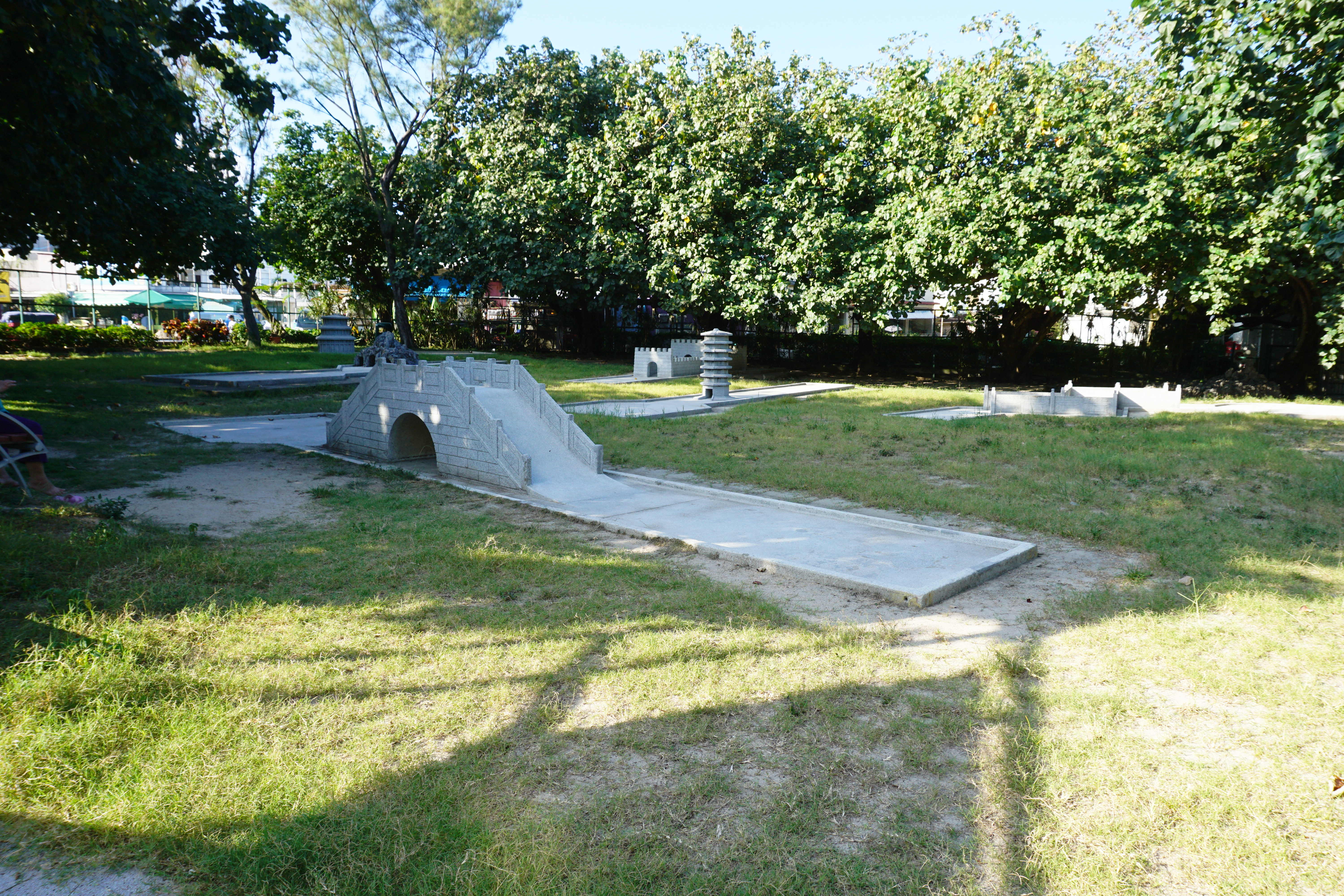
石澳障礙高爾夫球場

石澳障礙高爾夫球場，又名石澳小型高爾夫球場位處於香港石澳泳灘旁，1969年啟用，是康樂及文化事務署轄下的唯一露天小型高爾夫球設施。場地面積1,200平方米，設有9個模仿中國著名建築的石雕障礙物，包括小型天壇、萬里長城、九曲橋等，難度略低，屬大眾休閒活動。每局收費港幣13元，市民可以免費借用高爾夫球和球桿。由於使用率偏低，曾有居民組織提議改建高球場作兒童遊樂場、休憩處或泳灘更衣室。